# Football League Trophy 2014/15

Logo der Football League Trophy
(Johnstone's Paint Trophy)

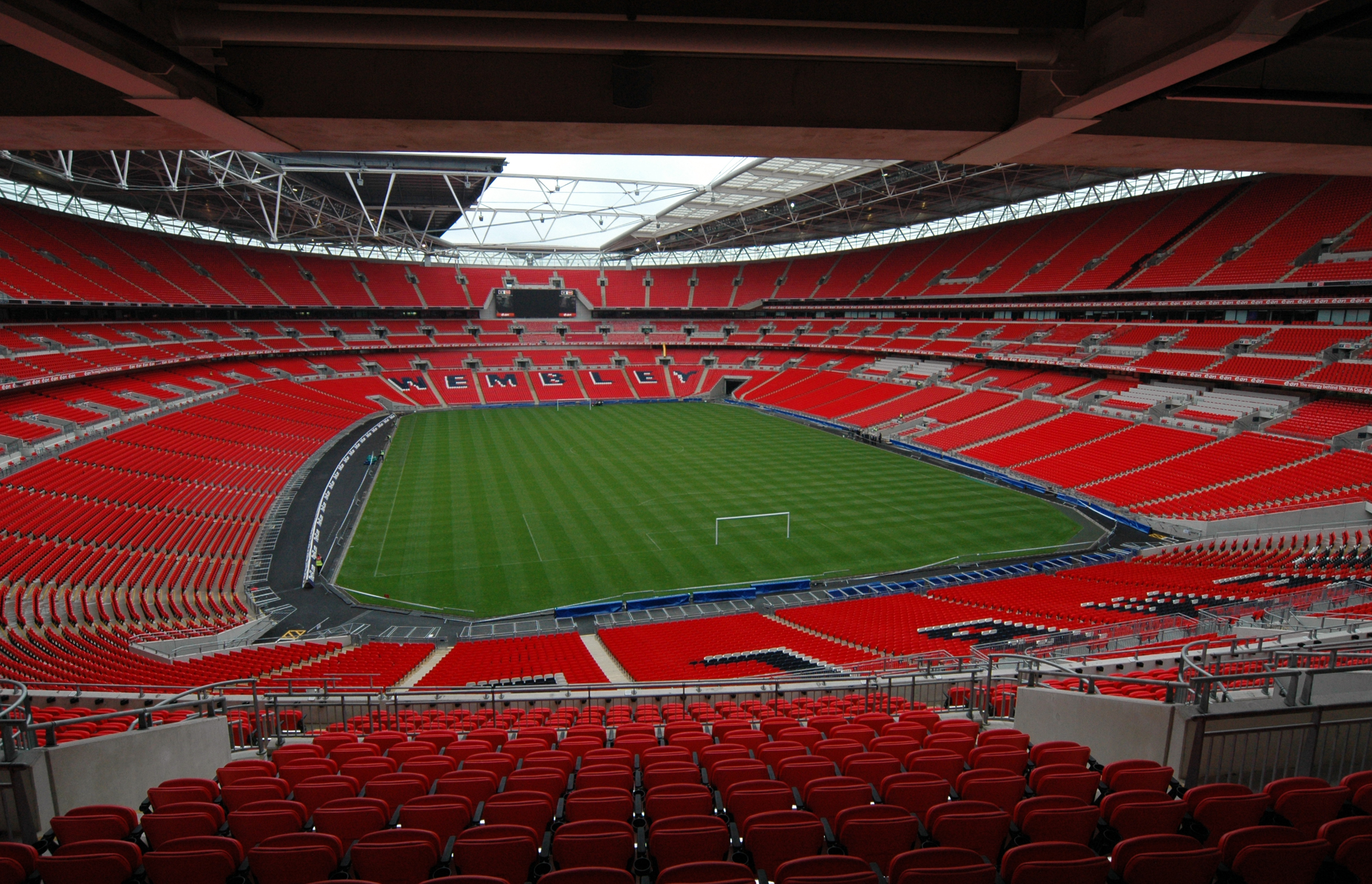
Das Wembley-Stadion in London, Austragungsort des Pokalfinales

Die Football League Trophy 2014/15, auch bekannt unter dem Namen des Hauptsponsors Johnstone's Paint Trophy, war die 30. Austragung dieses Pokalwettbewerbs für die Mannschaften der Football League One und Football League Two, der dritten und vierten Liga im englischen Fußball.
48 Vereine nahmen an den Spielen um die Football League Trophy 2014/15 teil, welche am 1. September 2014 begannen und am 22. März 2015 mit dem Finale im Wembley-Stadion in London endeten.

## Modus
Die Football League Trophy wird in Runden ausgespielt. Es nehmen nur Mannschaften der Football League One und Football League Two teil sowie ausgewählte eingeladene Vereine der Conference National. Sie spielen im K.-o.-System in einfachen Spielen in einer nördlichen und südlichen Region (Northern und Southern Section) ihren Gewinner aus. Die beiden Regionengewinner treten dann im Wembley-Stadion gegeneinander an, um den Pokalsieger zu ermitteln.

## Erste Runde
Die Auslosung der ersten Runde fand am 18. August 2014 statt. Sechzehn Vereine erhielten aufgrund der ungünstigen Anzahl der teilnehmenden Vereine ein Freilos für die zweite Runde. Die Spiele wurden am 1. und 23. September 2014 ausgetragen.
Northern Section
|                    | Ergebnis |                 |
| ------------------ | -------- | --------------- |
| Preston North End  | 1:0      | Shrewsbury Town |
| Accrington Stanley | 1:3      | Carlisle United |
| Crewe Alexandra    | 0:3      | AFC Rochdale    |
| Fleetwood Town     | 1:3      | FC Morecambe    |
| Oldham Athletic    | 1:0      | Bradford City   |
| FC Barnsley        | 2:0      | York City       |
| Scunthorpe United  | 2:0      | FC Chesterfield |
| Notts County       | 2:0      | Mansfield Town  |

Freilose: Burton Albion, FC Bury, Doncaster Rovers, Hartlepool United, Port Vale, Sheffield United, Tranmere Rovers, FC Walsall
Southern Section
|                     | Ergebnis        |                  |
| ------------------- | --------------- | ---------------- |
| Wycombe Wanderers   | 0:1             | Coventry City    |
| AFC Newport County  | 1:2             | Swindon Town     |
| Yeovil Town         | 1:3             | FC Portsmouth    |
| Cheltenham Town     | 2:0             | Oxford United    |
| Crawley Town        | 2:0             | Cambridge United |
| Peterborough United | 2:3             | Leyton Orient    |
| AFC Wimbledon       | 2:2 (4:2 i. E.) | Southend United  |
| FC Stevenage        | 0:1             | FC Gillingham    |

Freilose: Bristol City, Colchester United, Exeter City, Dagenham & Redbridge, Luton Town, Milton Keynes Dons, Northampton Town, Plymouth Argyle

## Zweite Runde
Die Auslosung der zweiten Runde fand am 6. September 2014 statt. Die Spiele wurden am 7. und 8. Oktober 2014 ausgetragen.
Northern Section
|                   | Ergebnis        |                  |
| ----------------- | --------------- | ---------------- |
| Oldham Athletic   | 2:2 (4:2 i. E.) | FC Barnsley      |
| Scunthorpe United | 1:2             | Notts County     |
| Hartlepool United | 1:2             | Sheffield United |
| Burton Albion     | 0:3             | Doncaster Rovers |
| Preston North End | 3:2             | Port Vale        |
| FC Bury           | 3:1             | FC Morecambe     |
| Tranmere Rovers   | 1:1 (5:4 i. E.) | Carlisle United  |
| AFC Rochdale      | 0:1             | FC Walsall       |

Southern Section
|                      | Ergebnis        |                  |
| -------------------- | --------------- | ---------------- |
| Luton Town           | 0:1             | Crawley Town     |
| Dagenham & Redbridge | 0:2             | Leyton Orient    |
| Colchester United    | 3:3 (2:4 i. E.) | FC Gillingham    |
| Milton Keynes Dons   | 2:3             | AFC Wimbledon    |
| Plymouth Argyle      | 3:2             | Swindon Town     |
| Cheltenham Town      | 1:3             | Bristol City     |
| FC Portsmouth        | 1:2             | Northampton Town |
| Coventry City        | 3:1             | Exeter City      |

## Viertelfinale
Die Auslosung der Viertelfinalspiele fand am 11. Oktober 2014 statt. Die Spiele wurden am 11./12./25. November 2014, sowie am 9. Dezember 2014 ausgetragen.
Northern Section
|                  | Ergebnis         |                   |
| ---------------- | ---------------- | ----------------- |
| FC Bury          | 1:2              | Tranmere Rovers   |
| FC Walsall       | 1:0              | Sheffield United  |
| Oldham Athletic  | 2:2 (9:10 i. E.) | Preston North End |
| Doncaster Rovers | 0:1              | Notts County      |

Southern Section
|               | Ergebnis |                  |
| ------------- | -------- | ---------------- |
| Crawley Town  | 1:2      | FC Gillingham    |
| Leyton Orient | 2:0      | Northampton Town |
| Bristol City  | 2:1      | AFC Wimbledon    |
| Coventry City | 2:0      | Plymouth Argyle  |

## Halbfinale
Die Auslosung der Halbfinalspiele fand am 13. November 2014 statt. Die Spiele wurden am 6./9./10. und 16. Dezember 2014 ausgetragen.
Northern Section
|                 | Ergebnis        |                   |
| --------------- | --------------- | ----------------- |
| Tranmere Rovers | 2:2 (4:5 i. E.) | FC Walsall        |
| Notts County    | 0:1             | Preston North End |

Southern Section
|               | Ergebnis |               |
| ------------- | -------- | ------------- |
| FC Gillingham | 1:0      | Leyton Orient |
| Bristol City  | 2:0      | Coventry City |

## Regionen Finale
Die Finalspiele der Northern und Southern Section dienen gleichzeitig als Halbfinale für den gesamten Wettbewerb.
Sie wurden in einem Hin- und Rückspiel entschieden. Die Spiele wurden am 6./7. Januar und am 27./29. Januar 2015 ausgetragen.
Northern Section
|                   | Gesamt |            | Hinspiel | Rückspiel |
| ----------------- | ------ | ---------- | -------- | --------- |
| Preston North End | 0:2    | FC Walsall | 0:2      | 0:0       |

Southern Section
|               | Gesamt |              | Hinspiel | Rückspiel |
| ------------- | ------ | ------------ | -------- | --------- |
| FC Gillingham | 3:5    | Bristol City | 2:4      | 1:1       |

## Finale
| FC Walsall                                                          | FC Walsall | Bristol City | Bristol City |
| ------------------------------------------------------------------- | --- | --- | ------------ |
| FC Walsall                                                          | \| Sonntag, 22. März 2015 um 15:30 Uhr MEZ in London (Wembley-Stadion) \| \| Ergebnis: 0:2 (0:1) \| \| Zuschauer: 72.315 \| \| Schiedsrichter: Mick Russell \| \| Spielbericht \|                                                                         | \| Sonntag, 22. März 2015 um 15:30 Uhr MEZ in London (Wembley-Stadion) \| \| Ergebnis: 0:2 (0:1) \| \| Zuschauer: 72.315 \| \| Schiedsrichter: Mick Russell \| \| Spielbericht \|                                                                             | Bristol City |
| FC Walsall                                                          | Richard O’Donnell – Ben Purkiss, James Chambers, Paul Downing, Andy Taylor – Adam Chambers , Sam Mantom – Anthony Forde (74. Ashley Grimes), Romaine Sawyers, Jordan Cook (81. James Baxendale) – Tom Bradshaw (62. Jordy Hiwula) Cheftrainer: Dean Smith | Frank Fielding – Luke Ayling, Aden Flint , Derrick Williams – Mark Little, Korey Smith, Marlon Pack, Joe Bryan (87. Greg Cunningham) – Luke Freeman (90. Wade Elliott) – Aaron Wilbraham, Kieran Agard (89. Jay-Emmanuel Thomas) Cheftrainer: Steve Cotterill | Bristol City |
| FC Walsall                                                          | 0:1 Aden Flint (15.) 0:2 Mark Little (51.) | | Bristol City |
| FC Walsall                                                          | Romaine Sawyers (38.) | | Bristol City |
| Sonntag, 22. März 2015 um 15:30 Uhr MEZ in London (Wembley-Stadion) | | |              |
| Ergebnis: 0:2 (0:1)                                                 | | |              |
| Zuschauer: 72.315                                                   | | |              |
| Schiedsrichter: Mick Russell                                        | | |              |
| Spielbericht                                                        | | |              |